# 주혜빈
주혜빈(周慧彬, 1984년 12월 13일 ~ )은 대한민국의 모델이자 탤런트이다. 안양예고, 단국대학교 연극영화과를 휴학하였다.

## 경력
- 주혜빈 스타화보

### TV 드라마
- 2000년 ~ 2003년 EBS 학교이야기
- 2005년 프로젝트 그룹 더 피아노 뮤직비디오 주연
- 2006년 KBS 반올림3
- 2007년 CGV P씨네
- 2007년 SBS 드라마플러스 탱자! 연예뉴스
- 2010년 러브 택시, 화성인 바이러스
- 2010년 HCN충북방송 시청자VJ세상 MC

### CF
- 2005년 - SK 텔레콤 필담청각장애인편
- 2006년 - 위스퍼그린